# Кауферинг (концентрационный лагерь)
Кауферинг — вспомогательная сеть лагерей концлагеря Дахау (Германия).
Создание вспомогательных концлагерей было начато в 1944—1945 годах в связи с решением руководства нацистской Германии о масштабном строительстве подземных заводов, защищённых от авиационных налётов. В этом строительстве и использовался труд заключённых вспомогательных концлагерей. Те из них, что доживали до конца строительства, впоследствии использовались в производстве военной техники на построенных заводах.
В Баварии вокруг концлагеря Дахау были организованы две сети концлагерей — Mühldorf и Кауферинг. Заключённые этих лагерей строили подземные заводы по производству самолётов в районе Ландсберг. Подземные заводы были защищены бетонными стенами толщиной 9-15 футов. Заключённые жили в неотапливаемых полуподземных бараках. В результате скудного питания, болезней и суровых условий, смертность среди заключённых была очень велика.
В апреле 1945 года с приближением американской армии эсэсовцы организовали эвакуацию лагерей, отправляя заключённых на «марши смерти» в Дахау. Тех, кто не мог идти, убивали. В лагере Кауферинг IV эсэсовцы подожгли бараки с заключёнными, что привело к многочисленным жертвам.